# Maraldi (Mondkrater)
Maraldi ist ein stark erodierter Einschlagkrater am westlichen Ufer des Sinus Amoris im nordöstlichen Quadranten des Erdmondes. Im Nordwesten liegt der abgetragene Krater Littrow und in westsüdwestlicher Richtung der Krater Vitruvius. Geradewegs nordöstlich erhebt sich die Kuppel des Mons Maraldi.
Die äußere Rand von Maraldi ist stark abgetragen und weist tiefe Einschnitte auf. Er gleicht eher einer kreisförmigen Kette von Gipfeln als einem Kraterrand. Das Kraterinnere ist durch basaltische Lava überflutet und bildet eine ebene Fläche mit niedriger Albedo, die von einer Anzahl winziger Krater zernarbt ist. Nordwestlich des Mittelpunkts erhebt sich ein niedriger Höhenzug.
| Buchstabe | Position           | Durchmesser | Link |
| --------- | ------------------ | ----------- | ---- |
| A         | 20,01° N, 36,3° O  | 7 km        |      |
| D         | 16,75° N, 36,09° O | 66 km       |      |
| E         | 17,87° N, 35,76° O | 32 km       |      |
| F         | 19,2° N, 35,91° O  | 18 km       |      |
| N         | 18,36° N, 36,88° O | 5 km        |      |
| R         | 20,32° N, 33,17° O | 5 km        |      |
| W         | 13,17° N, 36,1° O  | 4 km        |      |